# Зліченна множина
Зліченна множина — в теорії множин така нескінченна множина, елементи якої можна занумерувати натуральними числами. Множина, яка не є зліченною, називається незліченною. Таким чином, будь-яка множина є або скінченною, або зліченною, або незліченною.
Формально: множина Y є зліченною, якщо існує бієкція f: Y → N, де N — множина натуральних чисел. Тобто зліченна множина — це множина, рівнопотужна множині натуральних чисел.
Зліченна множина є найменшою нескінченною множиною в тому розумінні, що в будь-якій нескінченній множини знайдеться зліченна підмножина.

## Властивості
1. Будь-яка підмножина зліченної множини або зліченна, або скінченна.
2. Об'єднання скінченної або зліченної кількості зліченних множин є зліченним.
3. Декартів добуток скінченної кількості зліченних множин є зліченним.
4. Множина всіх скінченних підмножин зліченної множини є зліченною.
5. Якщо множина A нескінченна, а множина B скінченна або зліченна, то A∪B — рівнопотужна A.
6. За теоремою Кантора, потужність довільної множини є меншою, ніж потужність її булеану (множини всіх її підмножин). Звідси випливає, що булеан множини натуральних чисел є незліченною множиною.

## Приклади

### Зліченні множини
- Прості числа
- Натуральні числа
- Цілі числа
- Раціональні числа
- Алгебричні числа
- Кільце періодів
- Рекурсивні числа
- Арифметичні числа
- Множина всіх скінчених слів над скінченим чи зліченним алфавітом
- Довільне нескінченне сімейство неперетинних відкритих інтервалів на дійсній осі
- Множина всіх прямих на площині, кожна з яких містить принаймні 2 точки з раціональними координатами
- Довільна нескінченна множина точок на площині, всі попарні відстані між елементами якої раціональні

### Незліченні множини
- Дійсні числа
- Комплексні числа
- Числа Келі